# Molliens-Dreuil
Molliens-Dreuil – miejscowość i gmina we Francji, w regionie Hauts-de-France, w departamencie Somma.
Według danych na rok 1990 gminę zamieszkiwało 878 osób, a gęstość zaludnienia wynosiła 39 osób/km² (wśród 2293 gmin Pikardii Molliens-Dreuil plasuje się na 326. miejscu pod względem liczby ludności, natomiast pod względem powierzchni na miejscu 58.).